# 大理法藏寺
大理法藏寺，又称国师府，位于云南省大理市凤仪镇北汤天村，密宗佛寺。

## 简介
该寺始建于明洪武一十五年（1392年），为大理佛教密宗董贤所建。朱元璋时，董贤被封为国师，重建法藏寺，故该寺也称“国师府”。现存碑刻《赵州南山大法藏寺碑》、《封闭双马槽厂永禁碑记》等碑刻。1956年，寺中发现南诏至明朝手抄经文，刻经等三千余册，包括汉、梵文、藏文乃至白文书法，其中亦有华严宗典籍。法藏寺北为董氏宗祠，纪念董贤。建于清乾隆二十五年（1760年），内有朱元璋所颁《赐国师董贤圣旨碑》、《董氏宗祠新建祠记》、《董氏家族族谱碑》等。1987年，为云南省文物保护单位。